# ハートブレイク・ロマンス
「ハートブレイク・ロマンス」は、伊藤元昭のシングルで、2016年11月23日にクラウン徳間ミュージック（現在は日本クラウンと徳間ジャパンコミュニケーションズが承継）より発売された。

## 概要
- 日本の実業家、俳優、歌手である伊藤元昭のメジャーリリースCD。2016年11月23日にクラウン徳間ミュージックより発売された。
- 湯本浩昭プロデュース、長勢茂三 作詞・作曲。
- 編曲 HΛL
- 2017年8月〜10月、テレビ埼玉「Dセレクション〜ミセスマートTV NEO」エンディング曲に起用された。
- 2021年9月3日、初音ミクの歌声による リバイバルとして、iTunes他、音楽配信サイト30社より配信リリース。カバージャケットに緑川ちひろ を起用。渋谷クロスFM「ALICE矢沢透の飲食応援団! ～美味しいものを食べに行こう～」の挿入歌として起用された。
- 2021年11月、初音ミクの歌声による リバイバルバージョンのMUSIC VIDEOがYouTubeにて公開された。主演は、緑川ちひろと河本立徳。統括プロデュースを湯本浩昭が務め、SHUN RocketDiveが撮影・監督を手掛けた。[2] MUSIC VIDEOには、株式会社大和フーズの相川和大代表取締役社長も出演し、焼肉DINING大和館山店もロケ地として使われた。[3]また、2021年12月16日、渋谷クロスFMの「ALICE矢沢透の飲食応援団! ～美味しいものを食べに行こう～」に河本立徳がゲスト出演した際、このMUSIC VIDEOの制作エピソード等が紹介された。[4]